# DaQuan Jeffries
DaQuan Marquel Jeffries, född 30 augusti 1997 i Edmond i Oklahoma, är en amerikansk professionell basketspelare (SF/SG) som spelar för Charlotte Hornets i National Basketball Association (NBA). Han har tidigare spelat för Sacramento Kings, Houston Rockets, San Antonio Spurs, Memphis Grizzlies och New York Knicks.
Jeffries blev aldrig NBA-draftad.
Innan han blev proffs studerade Jeffries först på Oral Roberts University och spelade för deras idrottsförening Oral Roberts Golden Eagles. Han blev senare överförd till Western Texas College för spel i Western Texas Westerners. Jeffries bytte återigen och denna gång till University of Tulsa och spela för deras Tulsa Golden Hurricane.